# Clara Direz
Clara Direz (Sallanches, 5 aprile 1995) è una sciatrice alpina francese.

## Biografia
Clara Direz, originaria di Notre-Dame-de-Bellecombe, ha esordito in una gara valida ai fini del punteggio FIS il 20 novembre 2010 a Val Thorens, in uno slalom gigante, non riuscendo a qualificarsi per la seconda manches. Il 19 dicembre 2010 ha debuttato in Coppa Europa, a Limone Piemonte in uno slalom gigante, qualificandosi 51ª. Il 18 gennaio 2012 ha conquistato la medaglia d'oro nello slalom gigante ai I Giochi olimpici giovanili invernali di Innsbruck 2012.
Il 19 dicembre dello stesso anno è salita per la prima vota sul podio in una gara di Coppa Europa, sul tracciato di casa di Courchevel, giungendo 3ª nel gigante vinto dall'italiana Sofia Goggia, preceduta anche dalla connazionale Coralie Frasse Sombet. Ha esordito in Coppa del Mondo il 26 gennaio 2013 a Maribor, senza concludere la prova; l'8 dicembre 2016 ha colto a Lillehammer Kvitfjell in slalom gigante la sua prima vittoria in Coppa Europa.
Ai Mondiali di Åre 2019, suo esordio iridato, è stata 8ª nello slalom gigante; il 19 gennaio 2020 ha ottenuto la prima vittoria, nonché primo podio, in Coppa del Mondo, nello slalom parallelo disputato a Sestriere. Ai XXIV Giochi olimpici invernali di Pechino 2022, suo esordio olimpico, si è classificata 19ª nello slalom gigante; ai Mondiali di Courchevel/Méribel 2023 si è piazzata 16ª nello slalom gigante, 15ª nel parallelo e 7ª nella gara a squadre e a quelli di Saalbach-Hinterglemm 2025 è stata 8ª nella gara a squadre e non ha completato lo slalom gigante.

## Palmarès

### Giochi olimpici giovanili invernali
- 2 medaglie:
  - 1 oro (slalom gigante a Innsbruck 2012)
  - 1 bronzo (gara a squadre a Innsbruck 2012)

### Coppa del Mondo
- Miglior piazzamento in classifica generale: 36ª nel 2020
- 1 podio (in slalom parallelo):
  - 1 vittoria

#### Coppa del Mondo - vittorie
| Data            | Località  | Paese  | Specialità |
| --------------- | --------- | ------ | ---------- |
| 19 gennaio 2020 | Sestriere | Italia | PR         |

Legenda:

PR = slalom parallelo

### Coppa Europa
- Miglior piazzamento in classifica generale: 28ª nel 2025
- 7 podi:
  - 1 vittoria
  - 3 secondi posti
  - 3 terzi posti

#### Coppa Europa - vittorie
| Data            | Località              | Paese    | Specialità |
| --------------- | --------------------- | -------- | ---------- |
| 8 dicembre 2016 | Lillehammer Kvitfjell | Norvegia | GS         |

Legenda:

GS = slalom gigante

### South American Cup
- Miglior piazzamento in classifica generale: 19ª nel 2019
- 2 podi:
  - 2 terzi posti

### Campionati francesi
- 8 medaglie:
  - 1 oro (slalom gigante nel 2024)
  - 4 argenti (slalom speciale nel 2016; slalom gigante nel 2019; slalom gigante nel 2022; slalom gigante nel 2025)
  - 3 bronzi (slalom gigante nel 2013; slalom speciale nel 2015; slalom gigante nel 2018)